# Calciumpolonid
Calciumpolonid ist eine anorganische Verbindung aus der Gruppe der Polonide.

## Herstellung und Geschichte
Calciumpolonid kann hergestellt werden, indem elementares Calcium bei 550 °C in Poloniumdampf umgesetzt wird. Erstmals synthetisiert wurde es im Los Alamos Scientific Laboratory.

## Eigenschaften
Calciumpolonid ist ein grauer nichtmetallischer Feststoff. Die Kristallstruktur ist kubisch-raumzentriert (Natriumchlorid-Struktur) mit dem Gitterparameter a = 6,51 Å.